# Antonio Pinto Soares
Antonio Pinto Soares también conocido como Tata Pinto, (Oporto, 1780 - San José, 6 de abril de 1865) fue un militar y marino portugués, radicado en Costa Rica. Tras derrocar a Francisco Morazán, fue Jefe de Estado de Costa Rica durante 17 días, entre el 11 y el 27 de septiembre de 1842.

## Datos personales
Nació en Oporto, Portugal, en 1780, hijo de Alexandre Pinto y María Custodia Soares. Fue marino mercante y se estableció en Costa Rica alrededor de 1810. Casó en San José el 26 de abril de 1813 con María del Rosario Castro Ramírez (1792-1882), hija de Francisco Castro y Alvarado y María de la Trinidad Ramírez y Ulloa. De este matrimonio nacieron quince hijos: José Dolores, Fernando, Mercedes, José Antonio Pinto Castro, Baltazar, Petronila, José Antonio Raimundo, Francisca, Liborio, José Concepción Pinto y Castro, Jesús, Francisco, José, Manuel y Remigio Pinto Castro.

## Actividades públicas y privadas
Se dedicó a actividades mineras, al cultivo del café y al comercio, y también prestó eminentes servicios como militar y llegó a alcanzar el grado de General. Fue el responsable de la artillería en las tropas republicanas de San José en la batalla de Ochomogo (1823), comandante de la artillería de Costa Rica, fiscal del tribunal especial de 1823, segundo jefe del Batallón Provincial de milicias disciplinadas, comandante general interino y por último comandante general de las Armas. También tuvo una destacada actuación en las fuerzas gubernamentales la segunda guerra civil (1835) y posteriormente se retiró del servicio militar. También fue alcalde de San José en varias oportunidades.

## Jefe de Estado Provisorio (1842)
En septiembre de 1842, cuando había llegado al límite el descontento contra los excesos y desaciertos del gobierno de Francisco Morazán y el país estaba a punto de enfrascarse en una guerra contra Nicaragua, acaudilló un movimiento popular para derrocarlo. Fue Jefe de Estado Libre de Costa Rica del 11 al 27 de septiembre de 1842, pero no ambicionaba el poder y lo entregó pacíficamente a José María Alfaro Zamora, elegido como Jefe Provisorio por una junta de notables de las principales ciudades del país.
Durante su breve administración se restablecieron las relaciones oficiales con los demás países centroamericanos, que habían roto sus vínculos con Costa Rica debido al ascenso de Morazán y se habían aliado en contra de éste en el pacto de Guatemala. El Gobierno de El Salvador le concedió el grado de general de División.

## Actuaciones posteriores
De septiembre de 1842 a abril de 1844 desempeñó nuevamente el cargo de comandante general de las Armas.
Tuvo graves dificultades con el gobierno de Juan Rafael Mora Porras, que en 1851 lo acusó de haber pronunciado expresiones en su contra y de haber hablado de derrocarlo. Por este motivo se abrió una causa penal contra Antonio Pinto Soares y su hijo Liborio, pero el proceso se interrumpió poco después.

## Fallecimiento
Murió en San José, Costa Rica, el 6 de abril de 1865.